# نقابة المهندسين الأردنيين
نقابة المهندسين الأردنيين هيئة نقابية أردنية تأسست سنة 1948، وفي عام 1949 تم ترخيصها رسميا، تُعنى هذه الهيئة برعاية مهنة الهندسة والعاملين بها في الأردن، تولى المهندس توفيق مرار منصب أول نقيب للمهندسين. وفي عام 1972 صدر قانون النقابة المكون من 101 مادة.
تتمتع النقابة بالاستقلال الذاتي (المالي والإداري)، ويتولى إدارة شؤونها مجلس يسمى مجلس النقابة يتم اختيار أعضاءه بالانتخاب وفقا للأنظمة والقوانين، ويقوم نقيب المهندسين بتمثيلها لدى الجهات القضائية والإدارية.

## قانون نقابة المهندسين
يهدف قانون النقابة الذي صدر في عام 1972 إلى تنظيم مزاولة مهنة المهندس، والدفاع عن مصالح أعضاء النقابة ومنتسيبيها، والارتقاء بالمستوى العلمي والمهني للمهندسين ودعم البحوث الهندسية.
كما تقوم النقابة وفقا للقانون بالمساهمة في تخطيط وتطوير برامج التعليم والتدريب، وتأمين الحياة الكريمة للمهندسين وعائلاتهم في حالات العجز والمرض والشيخوخة وغيرها. 

## مجلس النقابة
يتكون مجلس النقابة من نقيب المهندسين، ونائب نقيب المهندسين، والأمين العام، و رئيس هيئة المكاتب الهندسية و ثمانية اعضاء ممثلين للشعب الهندسية بواقع عضوين لشعبتي الهندسة المدنية و الكهربائية, و عضو واحد لكل من شعب هندسة العمارة والميكانيك والكيميائية والمناجم والتعدين.

## نقباء المهندسين
تعاقب على منصب نقيب المهندسين منذ تأسيسها سنة 1958 وحتى اليوم 26 نقيبا وكانت تحت إدارة لجنة مؤقته مرتين فقط كما يلي: 
| رقم المجلس | السنة      | النقيب            | رقم المجلس | السنة     | النقيب              | رقم المجلس | السنة     | النقيب            |
| ---------- | ---------- | ----------------- | ---------- | --------- | ------------------- | ---------- | --------- | ----------------- |
| 1          | 1958- 1959 | توفيق مرار        | 14         | 1986-1984 | إبراهيم أبو عياش    | 27         | 2018-2015 | ماجد علي الطباع   |
| 2          | 1959-1961  | توفيق مرار        | 15         | 1988-1986 | إبراهيم أبو عياش    | 28         | 2021-2018 | أحمد سمارة الزعبي |
| 3          | 1963-1961  | إبراهيم النشاشيبي | 16         | 1990-1988 | ليث الشبيلات        | 29         | 2022-     | أحمد سمارة الزعبي |
| 4          | 1965-1963  | فؤاد فراج         | 17         | 1992-1990 | إسماعيل بريوش       |            |           |                   |
| 4          | 1966-1965  | لجنة إدارة مؤقتة  | 18         | 1994-1992 | حسني أبو غيدا       |            |           |                   |
| 5          | 1968-1966  | جعفر الشامي       | 19         | 1996-1994 | ليث الشبيلات        |            |           |                   |
| 6          | 1970-1968  | جعفر الشامي       | 20         | 1998-1996 | ليث الشبيلات        |            |           |                   |
| 7          | 1972-1970  | جعفر الشامي       | 21         | 2000-1998 | حسني أبو غيدا       |            |           |                   |
| 8          | 1974-1972  | جعفر الشامي       | 21         | 2000-1998 | عزام الهنيدي        |            |           |                   |
| 9          | 1976-1974  | محمد جردانة       | 22         | 2002-2000 | عزام الهنيدي        |            |           |                   |
| 10         | 1978-1976  | إبراهيم أبو عياش  |            | 2003-2002 | لجنة إدارة مؤقتة    |            |           |                   |
| 11         | 1980-1978  | إبراهيم أبو عياش  | 23         | 2006-2003 | وائل أكرم السقا     |            |           |                   |
| 12         | 1982-1980  | عوني المصري       | 24         | 2009-2006 | وائل أكرم السقا     |            |           |                   |
| 12         | 1982-1980  | ميشيل مسنات       | 25         | 2012-2009 | عبدالله خالد عبيدات |            |           |                   |
| 13         | 1984-1982  | ليث الشبيلات      | 26         | 2015-2012 | عبدالله خالد عبيدات |            |           |                   |